# Wolne Miasto Gdańsk
Wolne Miasto Gdańsk (niem. Freie Stadt Danzig) – istniejące w okresie międzywojennym autonomiczne miasto-państwo, pod ochroną Ligi Narodów. Jego powstanie było wynikiem przegranej Cesarstwa Niemieckiego w I wojnie światowej i jednym z rozstrzygnięć traktatu wersalskiego (1919) w kwestii ustalenia granicy polsko-niemieckiej. Utworzenie Wolnego Miasta Gdańska było kompromisem, który nie zadowolił ani Polaków, ani Niemców.

## Utworzenie i podstawa prawna istnienia
Po klęsce militarnej w I wojnie światowej Niemcy uświadomili sobie, że odradzająca się państwowość polska zamierza powrócić na tereny Rzeczypospolitej zagarnięte przez Królestwo Prus w pierwszym i drugim rozbiorze, a które Niemcy traktowali już jako integralną część swojego państwa. W Niemczech i Gdańsku zdawano sobie sprawę, że polskie zamiary są oparte na coraz pewniejszych podstawach, przede wszystkim na przyjętej przez konferencję pokojową zasadzie etnograficznej, a także poparciu Francji i przychylności prezydenta Stanów Zjednoczonych. Wiosną 1919 nadchodziły z Paryża wiadomości o planach przekazania Polsce większości Pomorza Gdańskiego, na co niemiecka ludność reagowała manifestacjami, które gromadziły w centrum Gdańska dziesiątki tysięcy osób. Manifestacje te, jak też dominacja ludności niemieckiej w Gdańsku oraz w powiatach bezpośrednio z nim graniczących, przyniosły skutek w postaci decyzji wielkich mocarstw o powołaniu Wolnego Miasta Gdańska.
10 stycznia 1920, po uprawomocnieniu się postanowień traktatu wersalskiego (kończącego I wojnę światową), Gdańsk został odłączony od Rzeszy Niemieckiej, ale formalnie nie istniało jeszcze Wolne Miasto Gdańsk.

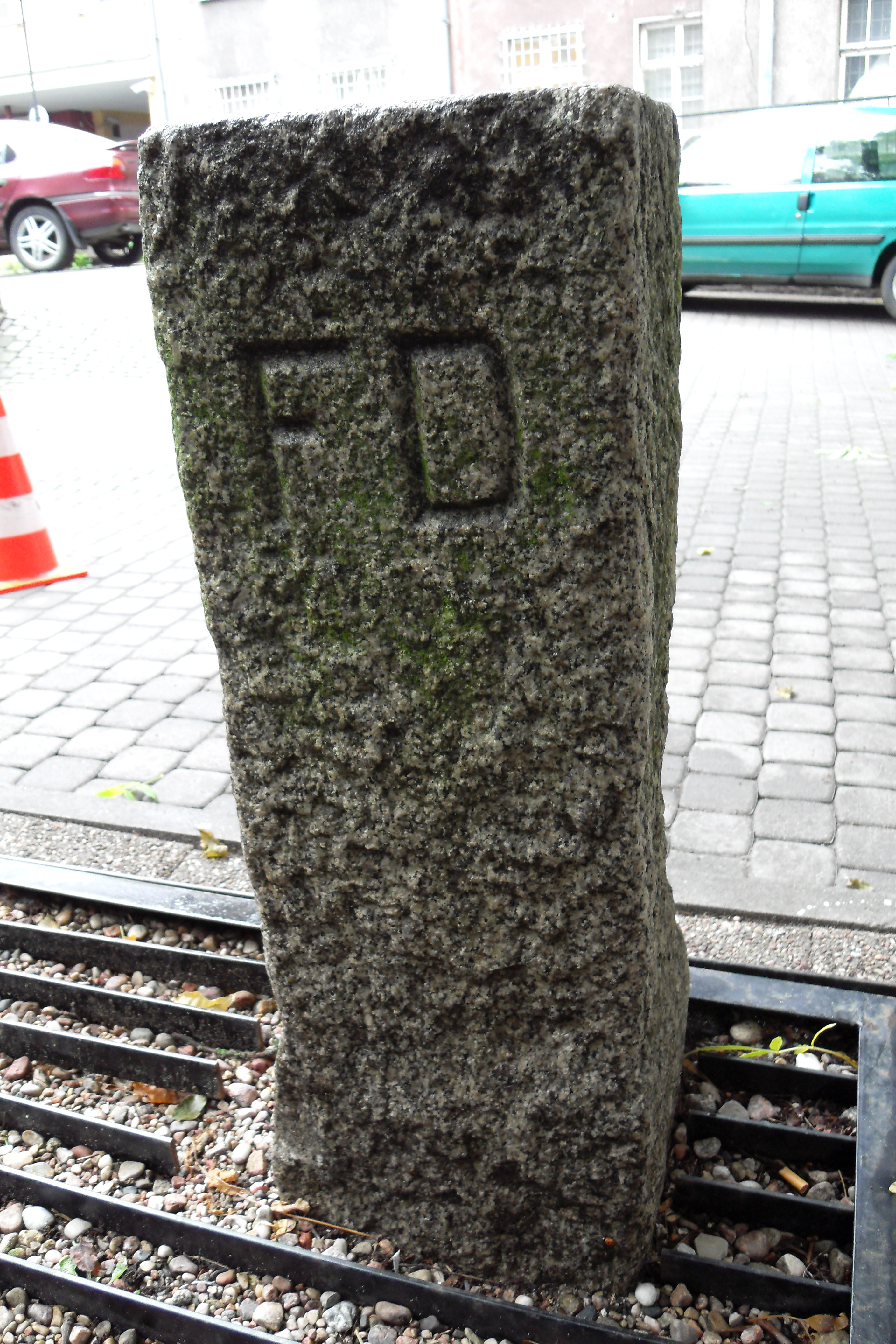
Oryginalny słup graniczny (obecnie na dziedzińcu Muzeum Gdańska)

Gdańsk miał zostać zdemilitaryzowany, co oznaczało koniec pruskiego garnizonu gdańskiego. Aby zabezpieczyć Gdańsk, Ententa postanowiła na okres przejściowy obsadzić miasto własnymi oddziałami wojskowymi. Pierwsi Anglicy przybyli 28 stycznia 1920; 30 stycznia przyjechał generał Richard Haking, wyznaczony na głównodowodzącego okupacyjnych sił alianckich. Następnie pojawiła się reszta sił, w tym Francuzi i okręt amerykański. 9 lutego wojska niemieckie ostatecznie opuściły miasto. Zadaniem wojsk alianckich było zapewnienie bezpieczeństwa i porządku. Sytuacja w mieście była napięta, ponieważ większość mieszkańców nie mogła pogodzić się z utworzeniem Wolnego Miasta Gdańska. Znacznie wzrosło bezrobocie i ceny żywności. Wybuchały strajki, dochodziło do plądrowania sklepów i prowokacji. Symbolem rozstania gdańskich Niemców z „wielką ojczyzną” był wymarsz ostatnich oddziałów niemieckiego garnizonu gdańskiego.
Najwyższą władzę na terenie Wolnego Miasta Gdańska w organizacji sprawował dyplomata brytyjski, Reginald Tower, noszący tytuły pełnomocnika Głównych Mocarstw Sprzymierzonych i Stowarzyszonych (Ententy) oraz tymczasowego Wysokiego Komisarza Ligi Narodów. W marcu rozpoczęła działalność powołana przez Towera Rada Stanu, w maju wybrano Zgromadzenie Konstytucyjne – pierwszy demokratyczny parlament.
Stosunek gdańszczan do odradzającej się Polski był z reguły niechętny, głównie z powodu słabej sytuacji gospodarczej i oderwania Gdańska od Niemiec.
Wolne Miasto Gdańsk zostało utworzone 15 listopada 1920, jako wykonanie postanowień art. 100–108 traktatu wersalskiego. Art. 100 traktatu określił granice Wolnego Miasta Gdańska, art. 105 ustanowił obywatelstwo Wolnego Miasta Gdańska dla osób tam zamieszkałych.

## Terytorium
Pomimo nazwy terytorium, Wolne Miasto Gdańsk nie było ściśle rozumianym miastem-państwem, gdyż oprócz Gdańska położone były tam także inne ośrodki miejskie: Nowy Dwór Gdański, Nowy Staw, Oliwa (po 1926 włączona do Gdańska), Sopot (który stał się po 1920 samodzielnym powiatem miejskim), a ponadto niebędący jeszcze wówczas miastem Pruszcz Gdański.
W skład Wolnego Miasta wszedł powiat grodzki Gdańsk oraz większe części ówczesnych powiatów: Danziger Höhe i Danziger Niederung, jak również niewielkie fragmenty powiatów wejherowskiego, tczewskiego, elbląskiego, malborskiego, kościerskiego i kartuskiego. 
Po 1920 Wolne Miasto dzieliło się na następujące jednostki administracyjne:
- powiaty miejskie (Stadtkreise):
  - Gdańsk
  - Sopot
- powiaty ziemskie (Landkreise):
  - Danziger Höhe (Gdańskie Wyżyny)
  - Danziger Niederung (Gdańskie Niziny)
  - Großes Werder (Wielkie Żuławy), z siedzibą w Nowym Dworze Gdańskim.

24 grudnia 1920 północno-wschodnia granica Wolnego Miasta została zmieniona na rzecz Republiki Weimarskiej, ponownie włączono do powiatu elbląskiego (niem. Elbing-Land) miejscowość Kępiny Wielkie (niem. Zeyerniederkampen) i majątek Wężowiec będący dotychczas w gminie Przebrno.
Wolne Miasto w tych granicach miało powierzchnię 1893 km² (wyłączając wody portowe). Ponadto na ziemie Wolnego Miasta Gdańska składały się następujące współczesne powiaty w województwie pomorskim:
- Sopot
- Gdańsk (bez fragmentów dzielnic Kokoszki i Matarnia i bez dzielnicy Osowa)
- powiat gdański (bez fragmentu gminy Trąbki Wielkie w południowej części gminy)
- powiat Tczewski (tylko niewielki fragment miasta Tczew położony po prawej stronie Wisły)
- powiat Malborski (bez gminy Stare Pole oraz bez prawobrzeżnej części miasta Malborka i gminy Malbork)
- powiat Sztumski (tylko fragmenty gminy Sztum)
- powiat Nowodworski (bez miasta Krynica Morska i bez fragmentu gminy Nowy Dwór Gdański po prawej stronie Nogatu)

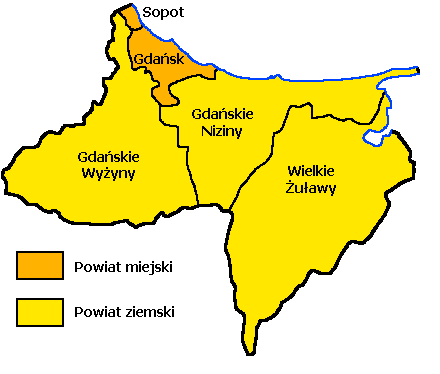
Podział administracyjny WMG

## Ludność
Wolne Miasto Gdańsk zamieszkiwało:
- w 1920 – 350 tys. mieszkańców[6],
- w 1934 – 408 tys. mieszkańców,
- w 1939 – 388 tys. mieszkańców[6].

Liczbowo przeważała ludność niemiecka. Polacy stanowili według różnych danych od 3 do 15% obywateli.

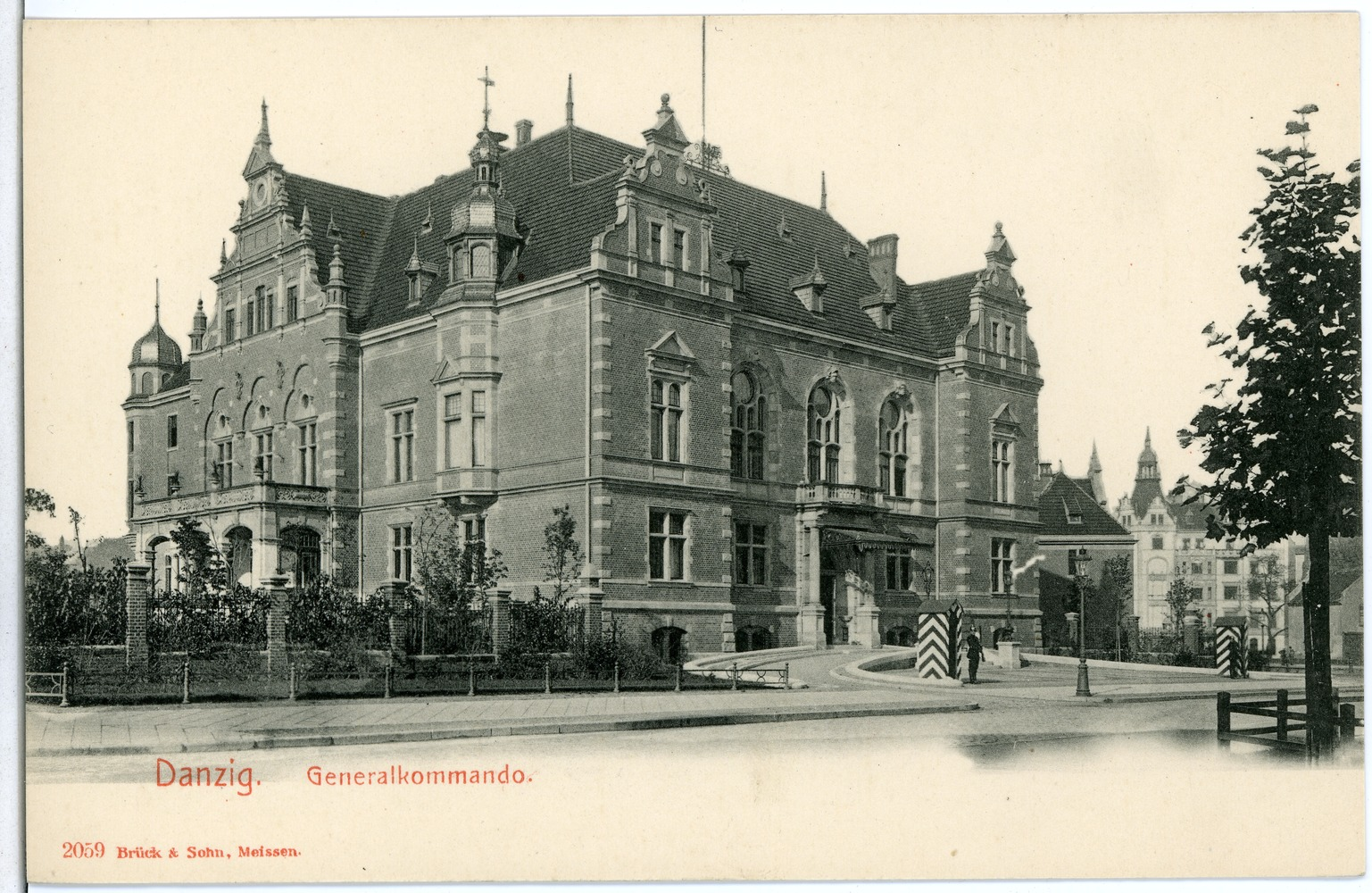
Siedziba Wysokiego Przedstawiciela Ligi Narodów w Wolnym Mieście Gdańsku, obecnie Nowy Ratusz

Według niemieckiego spisu narodowego z 1910, na terenach przyszłego Wolnego Miasta stosunki ludnościowe układały się następująco: 10,9 tys. mieszkańców podało język polski lub kaszubski jako ojczysty, co stanowiło 3,4% ogółu. Najwięcej Polaków zamieszkiwało powiat Danziger Höhe (Gdańskie Wyżyny) (4,4 tys. – 7,6%), miasto Sopot (1,4 tys. – 9,5%), Wielkie Żuławy (1,2 tys. – 2,8%) oraz Gdańsk (3,6 tys. – 2,1%). Najmniej ludności polskojęzycznej zamieszkiwało zachodnie części ówczesnych powiatów malborskiego i elbląskiego (275 osób – 0,9%).
Według szacunków Andrzeja Drzycimskiego Polacy stanowili w 1923 w samym Gdańsku 15% ludności, w Sopocie 29,5%, w powiecie Danziger Höhe (gdańskie Wyżyny) – 30%, zaś w powiatach Gdańskie Niziny i Wielkie Żuławy nie więcej niż 5%. Natomiast spis powszechny z tego samego roku wykazał 3,5% ludności polskojęzycznej w samym Gdańsku i 3,72% w całym Wolnym Mieście (włączając osoby dwujęzyczne oraz mówiące po kaszubsku i mazursku). Natomiast w 1929 roku Polacy stanowili w samym Gdańsku 10,7% ludności a w całym Wolnym Mieście 9,1%.
Najwięcej Polaków zamieszkiwało tereny przyległego do granic RP powiatu Gdańskie Wyżyny, w szczególności ówczesne gminy Trąbki Wielkie, Ełganowo (wg różnych szacunków liczące od 300 do 1000 Polaków), Postołowo, Czerniewo (ok. 200–300 Polaków) i Kleszczewo (między 100 a 200 Polaków). W wyborach samorządowych z grudnia 1919 w tych okręgach na polskie listy padło około 70% ważnych głosów.
Na prawym brzegu Wisły Polacy stanowili znikomą mniejszość – dominowali jedynie w gminie Piekło (ok. 200-300 Polaków). Ponadto byli oni obecni w Dąbrowie (ok. 100–200 osób) i Gnojewie (ok. 50–100 osób).
Spis wyznaniowy z 31 sierpnia 1924 wykazał na terenie Wolnego Miasta ponad 130 tys. katolików przy 260 tys. protestantów. Ludność wyznania mojżeszowego stanowiła od 8 do 11 tysięcy mieszkańców.
Większe skupisko Polaków żyło w tzw. Polenhofie we Wrzeszczu. 21 kwietnia 1921 powstała centralna organizacja Polonii w WMG – Gmina Polska w Wolnym Mieście Gdańsku, a w 1933 powstała konkurencyjna organizacja Związek Polaków w Wolnym Mieście Gdańsku. 23 maja 1937 obie organizacje zostały formalnie połączone w nową organizację Gmina Polska Związek Polaków. W latach 1931 i 1932 na skraju Śródmieścia został zbudowany dla Polaków katolików kościół Chrystusa Króla; poświęcenie kościoła odbyło się 30 października 1932.
Funkcję centrum życia polonijnego w WMG pełniła Dyrekcja Kolei w Gdańsku. Jej gmach był siedzibą organizacji społecznych, jak: Gmina Polska Związek Polaków w WMG, Związek Pracowników Kupieckich, Towarzystwo Ludowe „Gwiazda”, Towarzystwo Śpiewu „Moniuszko”, Koło Miłośników Sceny, Związek Byłych Powstańców i Wojaków, KS Gedania. W budynku mieściły się również związki zawodowe: Związek Polskich Kolejowców, Związek Urzędników Kolejowych, Związek Umysłowych Pracowników Kolejowych oraz Towarzystwo Pomocy Naukowej, biura Zrzeszenia Pracy, ochronka sióstr dominikanek, Centrala Turystyczno-Krajoznawcza, Naczelny Inspektorat Ceł, Konserwatorium Muzyczne Macierzy Szkolnej (szkoła średnia prowadzona przez Kazimierza Wiłkomirskiego), polska 6-letnia szkoła średnia (od 1934), polskie firmy.

## System prawny i stosunki zewnętrzne

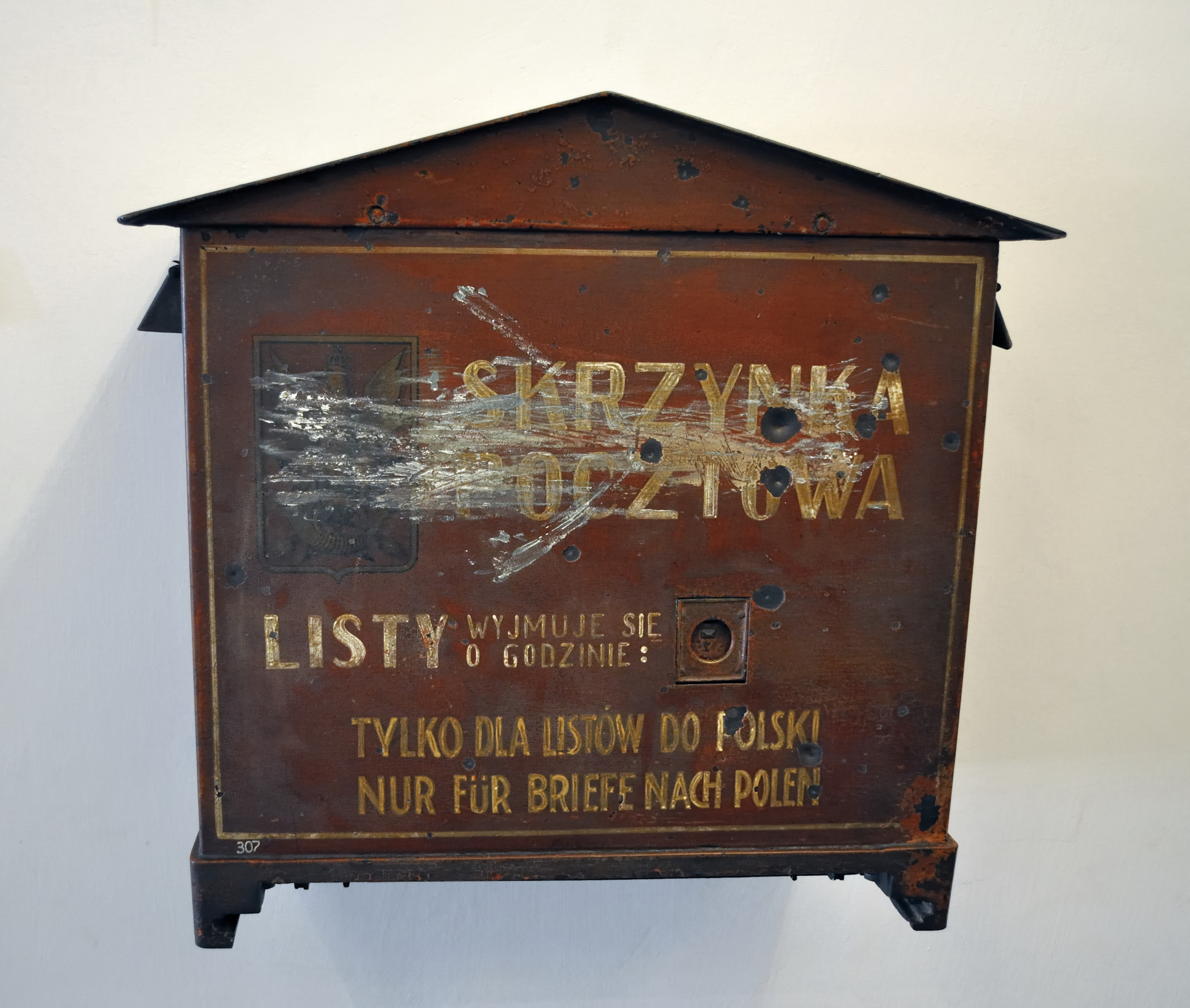
Skrzynka pocztowa Poczty Polskiej w WMG

Wolne Miasto Gdańsk miało własną konstytucję (zatwierdzaną przez Ligę Narodów), hymn, parlament (Volkstag) oraz Senat, stanowiący władzę wykonawczą. Kompetencje władz gdańskich były jednakże w wielu dziedzinach ograniczone na rzecz Ligi Narodów (której reprezentantem na terenie WMG był Wysoki Komisarz) i Polski, którą reprezentował Komisarz Generalny Rzeczypospolitej Polskiej (Wolne Miasto Gdańsk – zgodnie z postanowieniami konwencji polsko-gdańskiej – używało tytulatury „polski przedstawiciel dyplomatyczny”). Językiem urzędowym był język niemiecki, lecz dokumenty wysyłane do Polaków i Kaszubów zamieszkujących WMG miały dołączane tłumaczenie na język polski.
9 listopada 1920, w wykonaniu postanowień art. 104 traktatu wersalskiego, została podpisana konwencja polsko-gdańska, zwana potocznie od miejsca podpisania „konwencją paryską”. Zgodnie z postanowieniami konwencji, Polska odpowiadała za prowadzenie spraw zagranicznych i ochronę interesów obywateli Wolnego Miasta Gdańska za granicą, zawieranie umów międzynarodowych w imieniu Wolnego Miasta, zgodę na zaciąganie zagranicznych zobowiązań kredytowych przez Wolne Miasto oraz rejestr statków pływających pod gdańską banderą.

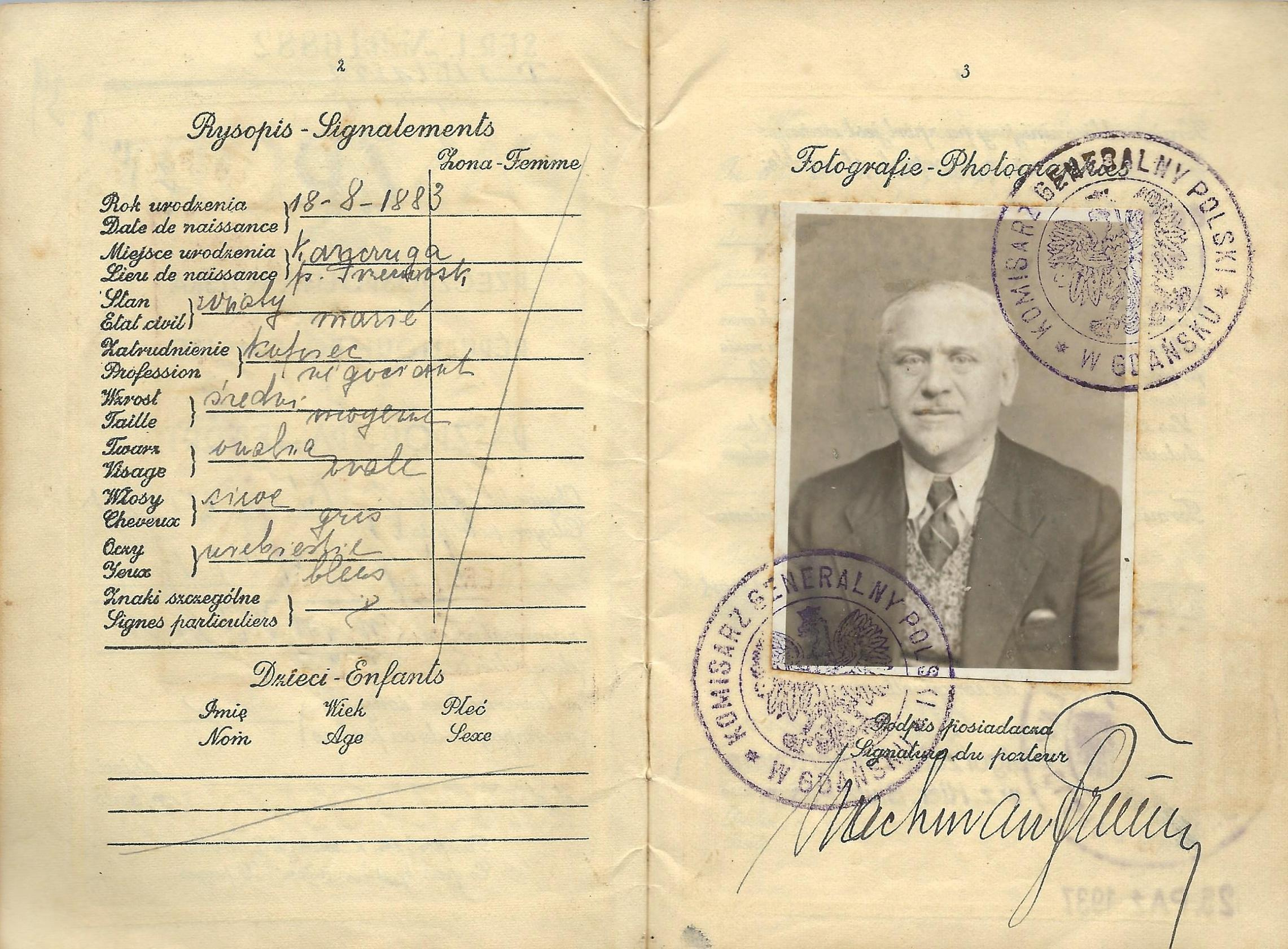
Polski paszport wydany w Wolnym Mieście Gdańsku w 1935 i przedłużony w 1937

Od 1922 terytorium Wolnego Miasta należało do obszaru celnego Rzeczypospolitej Polskiej. Kontrola celna była prowadzona przez polskich funkcjonariuszy celnych, zarówno na granicy Wolnego Miasta z Republiką Weimarską, jak i na granicy morskiej.
Polska miała zapewnione prawo do bezpośredniego eksportu i importu towarów przez port morski w Gdańsku, posiadania własnej służby pocztowej, telefonicznej i telegraficznej, była właścicielem kolei na obszarze Wolnego Miasta (z wyjątkiem linii tramwajowych i wąskotorowych). Ustanowiono wspólną polsko-gdańską Radę Portu i Dróg Wodnych Gdańska (z parytetem obu stron – do pięciu przedstawicieli dla każdej z nich i prezydenta mianowanego wspólnie przez Rząd RP i władze Wolnego Miasta Gdańska) z uprawnieniami zarządu portem, urządzeń służących portowi i swobodzie żeglugi na Wiśle. Zawarcie konwencji było warunkiem proklamowania Wolnego Miasta Gdańska (co nastąpiło 15 listopada 1920) i wejścia w życie konstytucji Wolnego Miasta (17 listopada 1920) – z uwagi na zakres uprawnień Polski określony konwencją.

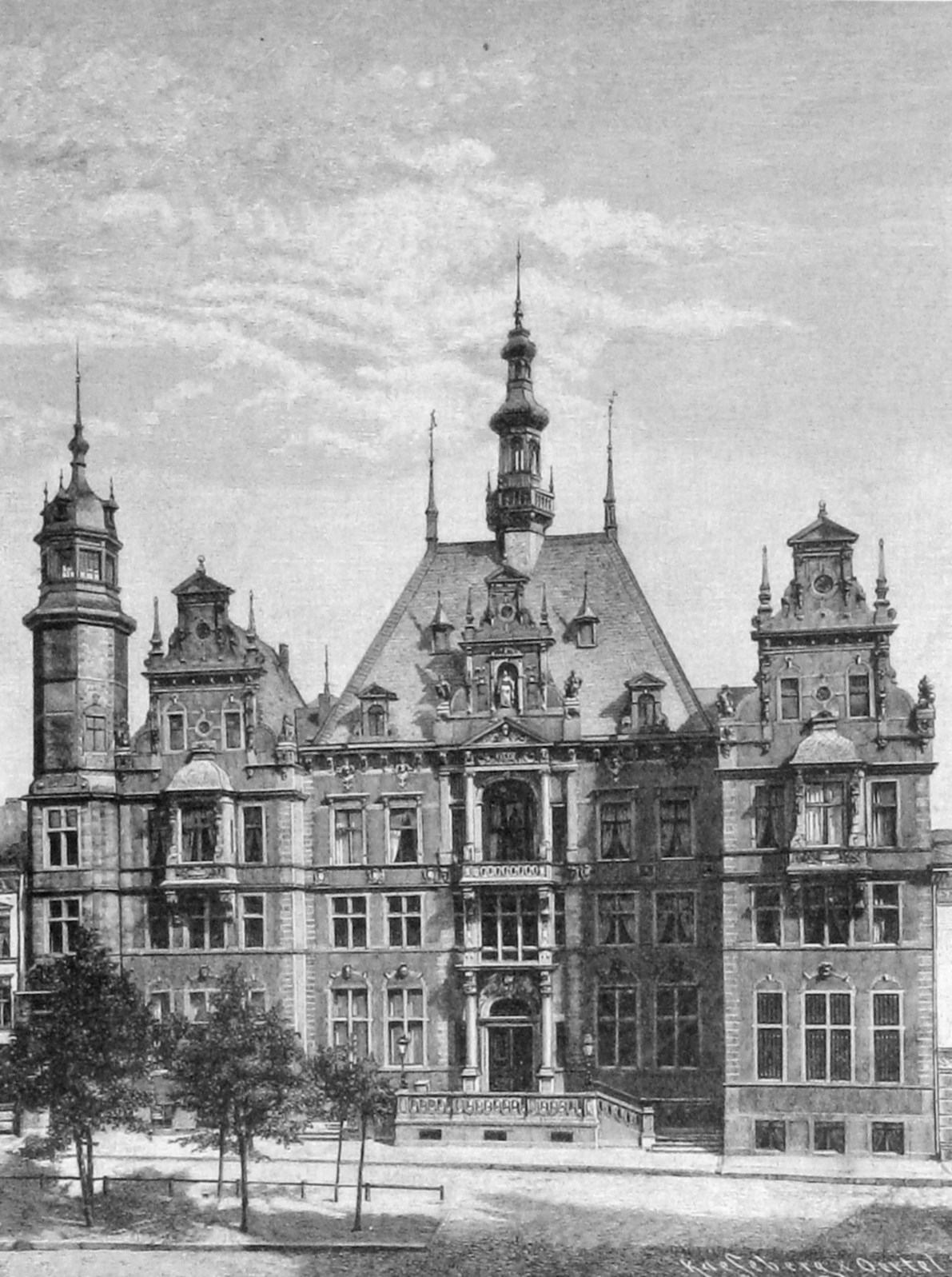
Siedziba Volkstagu

Szczegółowe uprawnienia Polski były sabotowane przez władze Wolnego Miasta Gdańska, które m.in. sprzeciwiały się osiedlaniu Polaków na jego terenie, jednocześnie nie czyniąc w tym względzie przeszkód Niemcom, utrudniały zakładanie polskich firm, przedsiębiorstw i spółek handlowych, przywóz towarów polskich, zatrudnianie obywateli polskich i nabywanie nieruchomości.
Wolne Miasto Gdańsk wydawało własne paszporty. Opieką polskich placówek dyplomatycznych mogli być objęci jedynie ci obywatele Gdańska, którzy mieli w paszporcie wizę Komisarza Generalnego Rzeczypospolitej Polskiej w Wolnym Mieście Gdańsku. Na podstawie porozumienia z 24 maja 1924 polskie placówki dyplomatyczne mogły wydawać gdańskie paszporty obywatelom Wolnego Miasta Gdańska; w tym celu Wolne Miasto Gdańsk przekazywało Polsce niewypełnione ponumerowane paszporty. Przed zawarciem wspomnianego porozumienia, kwestia paszportów była przedmiotem sporu związanego z tym, że Polskie Ministerstwo Spraw Zagranicznych nakazało polskim placówkom dyplomatycznym, aby wydawały obywatelom Wolnego Miasta Gdańska paszporty polskie. Wolne Miasto Gdańsk miało prawo mianować swoich reprezentantów będących częścią personelu polskich konsulatów w miejscach istotnych z punktu widzenia interesów ekonomicznych; na mocy tego prawa Wolne Miasto Gdańsk miało swojego urzędnika konsularnego przy polskim konsulacie w Hamburgu. Na podstawie decyzji Wysokiego Komisarza Ligi Narodów z 13 sierpnia 1921 Wolne Miasto Gdańsk nie wymagało wiz od obcokrajowców.

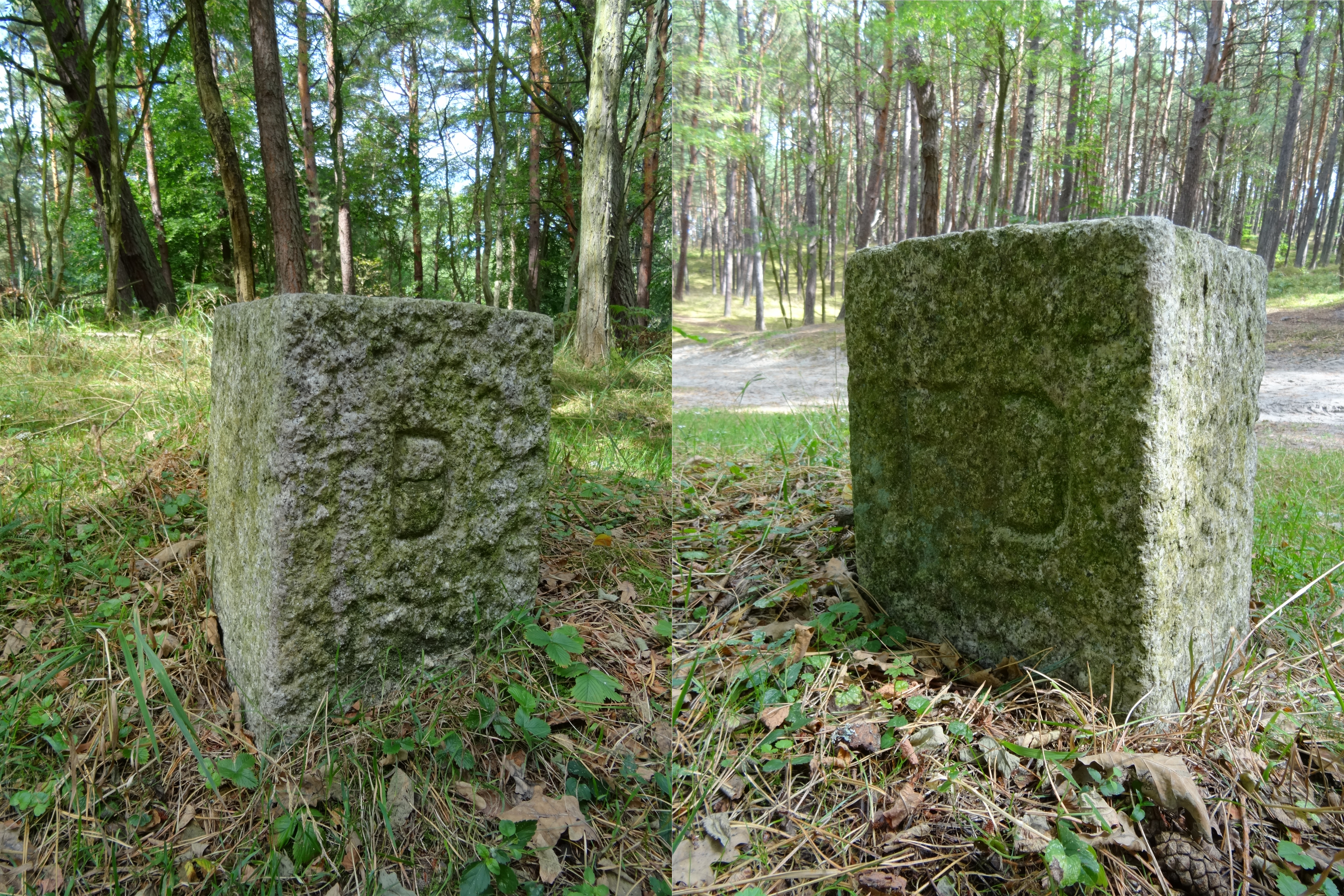
Kamień graniczny w pobliżu dawnego przejścia granicznego Pröbbernau. Znajduje się (2014) w oryginalnym miejscu, na granicy między WMG (FD – Freie Stadt Danzig) a Prusami Wschodnimi (widoczna jest przeróbka: P – Preußen na D – Deutschland). Granica istniała tu od 24.12.1920 do 1.9.1939. W poprzek Mierzei Wiślanej wyznaczało ją 17 kamieni

W 1924 Polska otrzymała zgodę Ligi Narodów na założenie wojskowej składnicy tranzytowej i utrzymywanie załogi wojskowej, do ochrony składnicy na półwyspie Westerplatte. W latach 1920–1930 w Gdańsku działała silna placówka polskiego wywiadu wojskowego, mająca status ekspozytury Oddziału II Sztabu Generalnego (Głównego). Początkowo była to Ekspozytura nr 2, a później nr 7 – bardziej znana jako „BIG”. W 1930 po połączeniu z poznańską ekspozyturą została przeniesiona do Bydgoszczy, a w Gdańsku funkcjonowała jej komórka terenowa: Posterunek Oficerski nr 4.
W 1930 Senat WMG, powołując się na korzystne dla siebie orzecznictwo Stałego Trybunału Sprawiedliwości Międzynarodowej (w Hadze), odmówił Polsce prawa do stacjonowania jej okrętów wojennych w porcie gdańskim. W 1932 postanowienie Senatu stało się powodem kryzysu gdańskiego, gdy polski okręt ORP Wicher na polecenie Józefa Piłsudskiego wymusił prawo do obecności Marynarki Wojennej RP w tym porcie morskim, grożąc otwarciem ognia na budynki urzędów gdańskich w przypadku uniemożliwienia mu powitania eskadry niszczycieli Royal Navy, składającej wizytę w Gdańsku („obrazy bandery Rzeczypospolitej”). Do użycia siły nie doszło – Brytyjczycy zostali powitani przez Polaków bez oporu ze strony WMG. W konsekwencji Senat odnowił układ z Polską w sprawie pobytu okrętów Marynarki Wojennej RP w porcie gdańskim.
Przez cały okres międzywojenny w Wolnym Mieście Gdańsku obowiązywał niemiecki kodeks karny z 1871, penalizujący m.in. homoseksualizm w § 175.
Narodowi socjaliści w Wolnym Mieście rozprawili się stopniowo z niemiecką opozycją, doprowadzając do likwidacji lub samorozwiązania wszystkie partie polityczne. Ostatnia z nich przestała istnieć w październiku 1937. W 1937 w mieście odbył się proces działaczy trockistowskich skupionych w Związku Spartakusa.

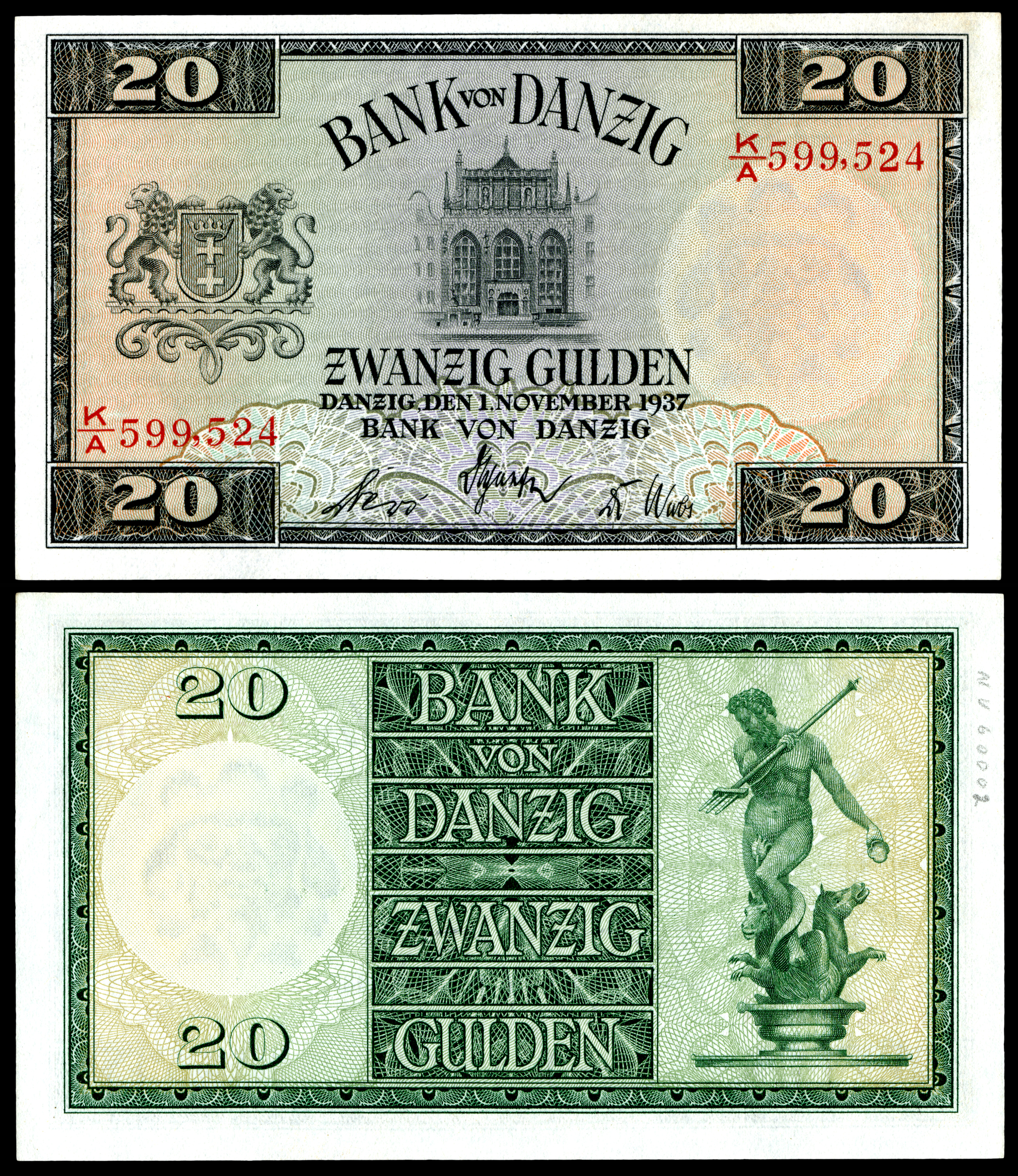
20 guldenów gdańskich – ostatni banknot WMG wprowadzony do obiegu przed II wojną światową. Na banknocie elewacja Dworu Artusa w Gdańsku

## Gospodarka

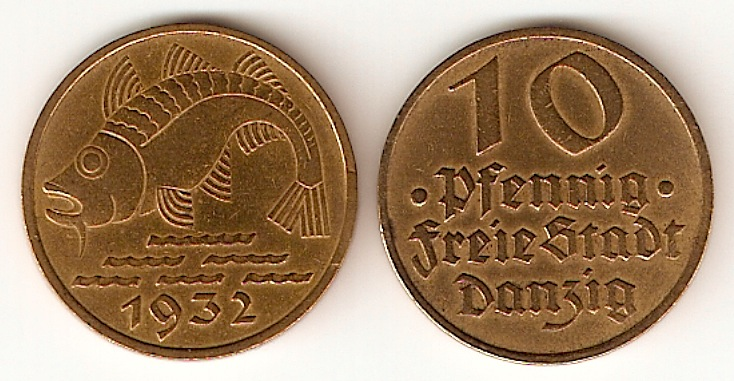
10 fenigów gdańskich z 1932 (awers i rewers)

Wolne Miasto Gdańsk, znajdując się w obrębie granicy celnej II Rzeczypospolitej, pozostawało jednocześnie – zgodnie z konwencją polsko-gdańską – poza zasięgiem terytorialnym polskich służb podatkowych. Dla rezydentów Wolnego Miasta Gdańska tworzyło to de facto strefę wolnocłową, ze wszystkimi konsekwencjami tego faktu.
1 grudnia 1920 powstała Freistadt-Eisenbahn-Direktion (Dyrekcja Kolei Wolnego Miasta). Międzysojusznicza Komisja Podziału Mienia przyznała Polsce budynek Dyrekcji Kolei i przekazała Polsce zarządzanie kolejami na obszarze WMG. Polacy utworzyli Dyrekcję Kolei Państwowych w Gdańsku, w latach 1921–1929 zwaną też Pommerellische Eisenbahndirektion in Danzig (Pomorska Dyrekcja Kolei w Gdańsku), później w latach 1929–1933 noszącą nazwę Dyrekcji Okręgowej Kolei Państwowych Gdańsk. 1 września 1933 władze polskie przeniosły dyrekcję do Torunia, a niektóre wydziały do Bydgoszczy (Dyrekcja Kolei w Bydgoszczy), w wyniku konfliktów z władzami WMG, które protestowały przeciwko kierowaniu przez dyrekcję siecią kolejową nie tylko w Gdańsku, ale i na polskim obszarze województwa pomorskiego. W Gdańsku pozostała wydzielona komórka organizacyjna Biuro Gdańskiego PKP, podległa bezpośrednio władzom polskim.
W listopadzie 1922 została uruchomiona na pierwszym piętrze koszar schronowych na Górze Gradowej państwowa radiostacja nadbrzeżna Küstenfunkstelle. Radiostacja przesyłała w rejon południowego Bałtyku komunikaty gdańskiego Państwowego Obserwatorium (Staatliches Observatorium), które informowało o ruchu morskim, pogodzie i zagrożeniach.
W połowie 1933 na terenie całego WMG były 192 stacje benzynowe.
Po aneksji Wolnego Miasta przez III Rzeszę, proklamowanej 1 września 1939 w czasie agresji Niemiec na Polskę, Albert Forster w trybie dekretu zlikwidował Bank Gdański. Władze Rzeszy wprowadziły walutę markową. Ostateczny termin wymiany banknotów i monet guldenowych, według kursu 1 gulden gdański = 0,70 reichsmarki, wyznaczono do 15 października 1939. Do 31 sierpnia 1939 obowiązywał parytet: 1 złoty (któremu gulden był równoważny) = 0,52 reichsmarki przy pełnej zewnętrznej wymienialności walutowej (w przeciwieństwie do reichsmarki).

## Kultura i rozrywka

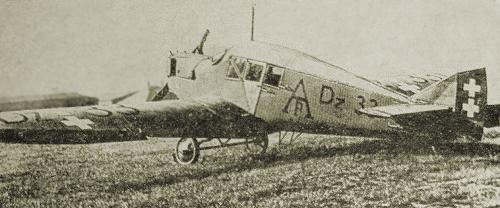
Junkers F 13 przedsiębiorstwa pocztowego Danziger Luftpost, 1921

15 września 1926 rozpoczęła swoją działalność gdańska rozgłośnia radiowa. Studio nadawcze mieściło się w budynku dyrekcji poczty przy Targu Maślanym.
W 1939 w Gdańsku było ponad 20 kin.

## Sport
W pierwszej połowie lat 20. XX wieku nastąpiła eksplozja futbolu w Gdańsku. W ciągu zaledwie kilku lat rozpoczęło w Gdańsku działalność kilkanaście nowych klubów sportowych z sekcjami piłkarskimi lub samodzielnych drużyn futbolowych. Powstały także pierwsze zespoły w Sopocie, w tym TSV Zoppot. Własnych piłkarzy posiadali gdańscy policjanci (od 1920 SV Schutzpolizei Danzig, od 1939 Polizei SV Danzig), pocztowcy (Post SG Danzig), czy Polacy (np. utworzony w 1922 KS Gedania). Oprócz wymienionych drużyn zaczęły działać kluby SC Wacker i RSV Hansa Danzig (w późniejszym okresie została połączona z zespołem Ostmark Danzig) oraz drużyny „dzielnicowe”: Nowy Port – SV Neufahrwasser 1919, Przeróbka – SV 1921 Danzig-Troyl, Wisłoujście – SC Weichselmünde, Oliwa – (T)SV Oliva. Na początku 1939 działało w Gdańsku około 12 drużyn piłkarskich (nie licząc juniorów).
8 maja 1925 został otwarty stadion sportowy Kampfbahn Niederstadt, z 400-metrową krytą bieżnią i trybuną na 1100 miejsc, przy ul. Elbląskiej na Dolnym Mieście (obecnie Stadion im. Zbigniewa Podleckiego). W 1927 został zbudowany, a w 1935 zmodernizowany, stadion Jahnkampfbahn w dzielnicy Aniołki przy ul. Traugutta (obecnie stadion MOSiR w Gdańsku).
W Wolnym Mieście istniały również kluby zrzeszające wyłącznie polskich członków, m.in.: Gedania Gdańsk, Klub Wioślarski w Gdańsku, AZS Gdańsk.

## II wojna światowa

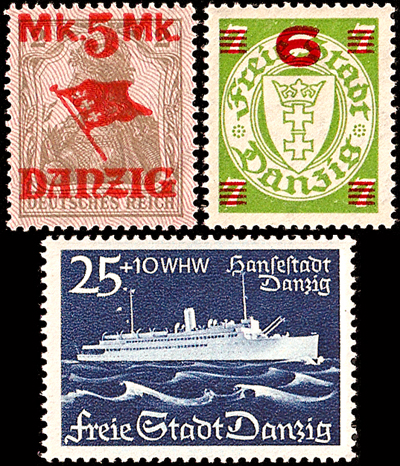
Znaczki pocztowe Wolnego Miasta Gdańska

Po dojściu nazistów do władzy w 1933 NSDAP zyskała istotny wpływ na Senat Wolnego Miasta Gdańska, który zaczął coraz bardziej ograniczać gwarantowane Polsce przez Ligę Narodów uprawnienia. Skutkiem tego było nasilenie antypolskich prowokacji, likwidacja opozycyjnych wobec NSDAP partii politycznych i represje wymierzone w gdańskich Żydów. W 1938 władzę w Wolnym Mieście Gdańsku faktycznie przejęła NSDAP, co nasiliło hitleryzację tego miasta, forsowaną przez czołowych działaczy narodowosocjalistycznych, m.in. Alberta Forstera. Otwarcie organizowano hitlerowskie bojówki paramilitarne (SA) i je szkolono.
23 sierpnia 1939 gdański Senat wydał dekret o mianowaniu A. Forstera „głową państwa” (Staatsoberhaupt), co stanowiło jawne pogwałcenie konstytucji II WMG.
Sprawa Wolnego Miasta Gdańska, obok konfliktu wokół korytarza polskiego, stała się głównym pretekstem do napaści na Polskę i rozpoczęcia II wojny światowej.
1 września 1939 Niemcy rozpoczęły agresję na Polskę atakiem na składnicę wojskową na Westerplatte i Pocztę Polską w Gdańsku, ogłaszając (uchwałami Reichstagu oraz gdańskiego Senatu) włączenie (niem. Anschluss) Wolnego Miasta Gdańska do III Rzeszy. Wysoki Komisarz Ligi Narodów Carl Jakob Burckhardt otrzymał od lokalnych władz dwie godziny na opuszczenie terenu Wolnego Miasta Gdańska.
W ramach operacji Tannenberg niemieckie służby specjalne i Policja Wolnego Miasta Gdańska przystąpiły do masowych aresztowań i likwidacji instytucji polskich na jego terenie. Po aresztowaniach rozstrzeliwano Polaków w masowych egzekucjach, między innymi w Piaśnicy Wielkiej.
Dla Polaków już 2 września 1939 utworzono obóz koncentracyjny Stutthof, gdzie wysyłano w celu eksterminacji przedstawicieli polskiej inteligencji (m.in. aktywnych uczestników życia społecznego, gospodarczego, działaczy i członków polskich organizacji). Obóz w Stutthof od 1941 stał się także miejscem kaźni Żydów i osób innych narodowości.
Wolne Miasto Gdańsk stało się, wbrew prawu międzynarodowemu, częścią prowincji Prusy Zachodnie III Rzeszy, w trybie dekretu Adolfa Hitlera z 8 października 1939. Przywrócono nazwę wcześniejszej prowincji II Rzeszy. Lecz 2 listopada 1939 zmieniono nazwę na Gdańsk-Prusy Zachodnie co jeszcze mocniej uwypukliło, że kolejny punkt Traktatu Wersalskiego przeszedł do historii.

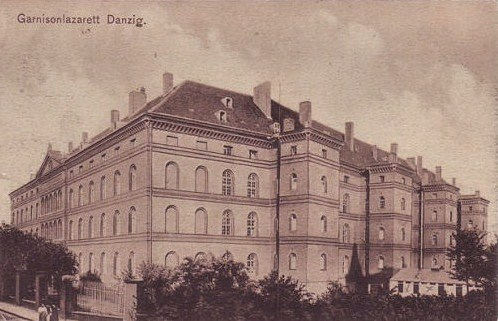
Gmach Poczty Polskiej w WMG

## Sytuacja polityczna i prawna po 1945
Po zdobyciu miasta przez Armię Czerwoną, w marcu 1945, do konferencji poczdamskiej miejscowi Niemcy wierzyli, że będą mogli pozostać w Gdańsku i zostaną przywrócone instytucje Wolnego Miasta, co pozwoli utrzymać niemiecki charakter Gdańska oraz jego najbliższego otoczenia. Obszar Wolnego Miasta Gdańska został dekretem z 30 marca 1945 przyłączony do województwa gdańskiego, a ustawą z dnia 11 stycznia 1949 razem z poniemieckimi ziemiami scalony z nową polską administracją państwową, do czego przesłanką były postanowienia konferencji poczdamskiej z 2 sierpnia 1945 (punkt IXb, suplement nr 1, Berlin 1946, strony 13–20). Zapisy te nie miały jednak formy umowy międzynarodowej, a w dodatku były efektem porozumienia innych stron niż te, które podpisały traktat wersalski, tak więc nie miały mocy zmienić jego postanowień. Przyłączenie do Polski ziem na wschód od Odry i Nysy, leżących przed 1939 na terytorium Niemiec, ostatecznie uznane zostało przez Niemcy na konferencji dwa plus cztery 14 listopada 1990. Traktat ten nie dotyczy jednak obszaru Wolnego Miasta Gdańska, które od 1920 nie było częścią terytorium Niemiec. Punkt widzenia rządu polskiego w tej kwestii opiera się na ekspertyzie Krzysztofa Skubiszewskiego mówiącej, że WMG nie było suwerennym państwem oraz że wcielenie go do Polski w 1945 i 1949 nie było aneksją, a przyłączeniem opuszczonych ziem, z których suwerenności – o ile o takiej po 1939 można mówić – gdańskie państwo lub społeczeństwo zrezygnowało.
Dalsze istnienie Wolnego Miasta Gdańska uznaje za fakt de iure środowisko jego obywateli zamieszkałych w Niemczech. Wybrało ono w 1947, istniejącą do dziś, Radę Gdańska (niem. Rat der Danziger), pełniącą obowiązki rządu WMG na uchodźstwie.